# Tanysphyrus lemnae
Tanysphyrus lemnae — вид жуков из семейства брахицерид (Brachyceridae).

## Распространение
Распространён в Европе, на востоке Китая, на Кавказе, в Казахстане и Японии (острова Хоккайдо, Хонсю, Сикоку и Кюсю). В России распространён в европейской её части.

## Описание
Жук длиной всего 1,7—2,2 мм. Экземпляры добытые в Японии отличаются от таковых из Европы более пёстрой окраской тела, узким основанием третьего сегмента лапок. и, возможно, относится к другому виду. Третий сегмент жгутика длиннее ширины, остальные равной длины и ширины, обратноконусовидные. Надкрылья сверху выпуклые, третья бороздка соединяется с вершиной восьмой, четвёртая с седьмой.

## Экология
Личинки являются минёрами листьев некоторых видов растений, а именно ряски малой (Lemna minor), многокоренника обыкновенного (Spirodela polyrhiza) и белокрыльника болотного (Calla palustris). Встречаются жуки на прудах, старицах и торфяниках.